# کیتاجو تاکاهیرو
کیتاجو تاکاهیرو (به ژاپنی: 北条 高広 Kitajō Takahiro) موری تاکاهیرو; نامشخص – نامشخص) سامورایی ژاپنی و فرمانده دوره سنگوکو بود. در سال ۱۵۶۳، او به عنوان ارباب قلعه مائه‌باشی منصوب شد که یک قلعه مهم استراتژیک برای خاندان اوئه‌سوگی بود.